# جرج دوول
جرج چارلز دِووُل جونیور (به انگلیسی: George Charles Devol Jr) (زادهٔ ۲۵ فوریه ۱۹۱۲ - درگذشته ۱۱ اوت ۲۰۱۱) مخترع نخستین ربات صنعتی با نام Unimate است. وی در پایه‌گذاری نخستین شرکت رباتیک با نام جرج دوول همکاری کرده‌است. به عنوان مخترع وی دارای ۴۰ پتنت (حق امتیاز اختراع) است. همچنین رئیس مرکز تحقیقاتی دوول است.

## زندگی‌نامه
وی از دوران کودکی به همهٔ وسایل الکتریکی و مکانیکی مثل قایق‌ها، هواپیماها و موتورسیکلت‌ها علاقه‌مند بود. او نخستین تجربه‌های عملی خود را در Riordan Prep به دست آورد. جایی که علاوه بر دروس کلاسیک و رایج در ساختن چند ساختمان و یک دستگاه الکتریکی مدرسه همکاری کرد. با اینکه خیلی اهل تحقیق به نظر نمی‌رسید اما هر چه می‌توانست دربارهٔ دستگاه‌های مکانیکی مطالعه می‌کرد تا بتواند کاربردهای دیگری برای لوله‌های خلأ، علاوه بر استفادهٔ آن‌ها در ساختمان‌های رادیویی پیدا کند.

### شرکت یونایتد سینفون
دوول در سال ۱۹۳۲ با تصمیم بر ادامهٔ تحصیل شرکت یونایتد سینفون را تأسیس کرد و وارد عرصهٔ تجارت شد.

### جنگ جهانی دوم
با شروع جنگ جهانی دوم دوول سهام خود را از یونایتد سینفون فروخت و به Sperry Gyroscope نزدیک شد تا شاید بتواند توجه آن‌ها را به ایده‌های خود دربارهٔ تکنولوژی رادار جلب کند. وی به عنوان مدیر دپارتمان پروژه‌های خاص که در زمینهٔ توسعهٔ دستگاه‌های رادار و تجهیزات آزمایشی مایکروویو فعالیت می‌کرد برگزیده شد.

### فعالیت‌های بعد از جنگ
دوول عضو گروهی بود که نخستین استفادهٔ تجاری از تکنولوژی مایکروفر را توسعه دادند. در اوایل دههٔ ۱۹۵۰ دوول پروانهٔ تولید دستگاه ضبط مغناطیسی دیجیتالی خود را به شرکت رمینگتون رنگ آف نورواک داد.

### نخستین ربات صنعتی: Unimate
دوول به همراه جو انگلبرگر نخستین ربات صنعتی با نام یونیمیت را اختراع کردند.

### دیگر فعالیت‌ها
میکرو روباتیک زمینهٔ جدید در علم روباتیک است که بدست وی خلق شده‌است.